# Qian Mu
En aquest nom xinès, el cognom és Qian.
Qian Mu (xinès tradicional 錢穆 pinyin Qian Mu, de vegades romanitzat com a Ch'ien Mu (30 de juliol de 1895 – 30 d'agost del 1990), nom de cortesia Qian Binsi (錢賓四), fou un historiador xinès, educador, i confucianista. És considerat un dels més grans historiadors i filòsofs del segle xx a la Xina.

## Vida a la Xina i Hong Kong
El seu biògraf esbossa el "motlle econòmic" de les Set Mansions, la seva llar ancestral a Wuxi, per suggerir que en el seu món infantil, el "cosmos de petits camperols" de rituals, festes i creences mantingueren plegat el sistema familiar. Va rebre poca educació moderna formal, però va aconseguir el seu coneixement sobre la història i la cultura xinesa a través de l'estudi tradicional a la llar.
Després d'ensenyar a les universitats a la Xina continental a partir de la dècada del 1920, va arribar a Hong Kong el 1949. Amb l'ajut de l'Associació Yale-Xina, juntament amb altres estudiosos va cofundar el New Asia College. Posteriorment va rebre doctorats honoraris per la Universitat Yale i la Universitat de Hong Kong.

## Vida a Taiwan
Ch'ien es traslladà a Taiwan l'octubre de 1967 després d'acceptar una invitació del llavors President Chiang Kai-shek com a resposta als disturbis d'esquerra a Hong Kong de 1967. Se li va donar terra a Waishuangxi, al Districte de Shilin on va bastir la seva llar, Sushulou (素書樓, literalment "la casa del llibre"), mentre continuava com a investigador acadèmic independent i donant conferències a universitats de Taiwan. Ch'ien es va retirar de l'ensenyament el 1984. Després d'esdevenir una de les tres universitats constitutives de la Universitat Xinesa de Hong Kong, el 1978, el New Asia College va inaugurar les Conferències Ch'ien Mu en el seu honor.
L'1 de juny de 1990, els llavors membres del Yuan Legislatiu Chen Shui-bian (posteriorment el 10è i 11è President de la República de la Xina) i Chou Po-lun, ambdós del Partit Democràtic Progressista defensor del moviment independentista de Taiwan, havien acusat Chien d'ocupació d'espai públic, atès que la naturalesa de la donació de terra per a Sushulou feta per Chiang Kai-shek va ser considerada il·legal per Chen i Chou. Ch'ien i la seva esposa es van mudar de Sushulou i es reubicaren en un apartament de gran alçada al centre de la ciutat de Taipei.
Ch'ien va morir el 30 d'agost de 1990, poc menys de tres mesos després de ser forçat a sortir de Sushulou. Molts dels partidaris de Chien, inclosos els seus antics alumnes i bona part de l'opinió pública, condemnaren la pràctica de Chen i Chou d'utilitzar Chien per guanyar punts polítics contra el Guomindang, un fet que creien que havia causat la seva innecessàriament primerenca mort. Tant Chen com Chou des de llavors es van disculpar pels danys i perjudicis de les seves acusacions cap a Chien, i a Sushulau es troba actualment el Memorial de Qian Mu.

## Obres
Ch'ien va escriure extensament sobre els clàssics xinesos, la història i el pensament confucià. A diferència de molts intel·lectuals xinesos del segle XX la influència del Moviment de la Nova Cultura de la dècada de 1910, que són fonamentalment escèptics del pensament tradicional xinès i el confucianisme, va insistir en la importància dels valors tradicionals de la cultura xinesa. En el moment de la seva mort el 1990, les seves objeccions al rebuig de la tradició del confucianisme havien guanyat credibilitat en general, en part per la influència del seu estudiant al New Asia College, Yu Ying-shih.

## Criticisme
Els crítics de les idees de Chien, com ara Li Ao, tendeixen a centrar-se en el seu coneixement superficial dels corrents de pensament que no són xinesos quan va escriure els seus tractats sobre estudis culturals, i la seva falta de defensa objectiva, basada en el mètode científic, de la cultura tradicional xinesa. Wang Yongzu (Wong Young-tsu) condemna el mateix biaix de Chien com a "tradicionalista del segle xix" en el seu "Comentari al Tractat de Qian Mu sobre erudits xinesos durant la dinastia Quing" (錢穆論清學史述評) pel fet de ser incapaç de veure els corrents de pensament del segle xix amb les perspectives contemporànies (segle xx). Es podria argumentar, però, que l'oposició es basa en el suport dels crítics als llegats del Moviment de la Nova Cultura, que Chien va rebutjar explícitament.
Un altre tema recurrent dels crítics de Ch'ien, des de la dècada del 1930, es refereix a la defensa de sistema polític tradicional xinès, encapçalat per un monarca, però amb un servei civil (funcionariat) basat en la meritocràcia, com una forma representativa de govern, com una fantasia simplista.
En el seu estudi, Govern tradicional a la Xina Imperial: Una anàlisi crítica Ch'ien descriu els elements constitutius bàsics de govern tradicional de la Xina, tal com va evolucionar. Ell es concentra en aquelles dinasties que considera més representatives de la Xina: la Han, Tang, Song, Ming i la Qing; i analitza críticament i compara la seva organització no governamental, el sistema d'examen de servei civil, la fiscalitat i la defensa.